# Anatole Nikolaievich Demidov
Anatole Nikolaievich Demidov, 1º Príncipe de San Donato (em russo: Анатолий Николаевич Демидов; São Petersburgo, 17 de abril; 5 de abril no calendário juliano de 1812 — Paris, 29 de abril de 1870) foi um nobre, diplomata e mecenas russo.

Brasão de armas de Pavel Demidov

## Biografia

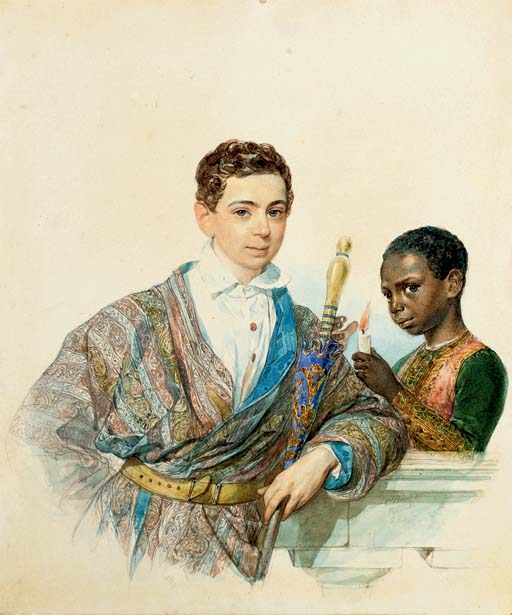
Anatole Demidov e pajem
Karl Brjullow, 1829

Nascido em São Petersburgo, ele foi o segundo filho sobrevivente do conde Nikolai Nikitich Demidov e da baronesa Isabel Alexandrovna Stroganova. Ele cresceu em Paris, onde seu pai era embaixador. Ele serviu brevemente como diplomata em Paris (vivendo no hotel construído por Charles de Wailly para o escultor Augustin Pajou, na "Rue de la Pépinière", agora na "Rue La Boétie"), Roma e Veneza. Após a morte de seu pai, em 1828, Anatole se estabeleceu de vez na Europa Ocidental, retornando à Rússia o mínimo possível. Está atitude fez com que o czar Nicolau I da Rússia nutrisse uma antipatia por ele.
Em 1840 casou-se com a princesa Matilde Bonaparte, filha de Jerónimo Bonaparte, ex-rei da Vestfália e irmão mais novo do imperador Napoleão Bonaparte. A união foi tempestuosa e durou apenas seis anos, durante os quais eles não tiveram filhos. Apesar deste episódio infeliz, Anatole sempre foi um devoto Napoleão e em 1851 ele comprou a Villa Napoleônica de San Martino, na Ilha de Elba e construiu um museu lá. Sob a via erigiu uma grande sala de exposições em estilo neoclássico, hoje chamada Galleria Demidoff.
Teve inúmeros casos amorosos com homens e mulheres, entre elas as atrizes Maria Kalergis e Augustine Duverger, e a nobre Fanny de la Rochefoucauld, filha do 8º Duque de Rochefoucauld, com quem teve um filho ilegítimo.
Entretanto foi com Céline Montaland, estrela da "Comédie Française", que Anatole Demidov manteve uma longa relação e teve três filhos (Gabriel, Gontran e Haydée).

## Interesses
Ele foi um dos primeiros admiradores da arte romântica e atuou como mecenas de pintores franceses e russos (Karl Brjullow, Paul Delaroche, Eugène Delacroix, Eugène Lami e Auguste Raffet) também estava entre os melhores clientes da prestigiada Joalheria Chaumet em Paris.
Em Florença, em 1850, ele foi presidente da "Società Anonima Fiorentina", que organizava corridas de cavalos no hipódromo "Le Cascine" , cujo percurso foi inicialmente no "Prato del Quercione" e mais tarde foi transferido para Visarno. Ele encomendou de Lorenzo Bartolini uma estátua dedicada a seu pai, que, após sua doação para a cidade, está na Piazza Demidoff.

## Honras
Cavaleiro da Ordem de São José
Em 1847, a Academia de Ciências da Rússia concedeu-lhe o Prêmio Demidov.